# Pierre-Alain Fridez

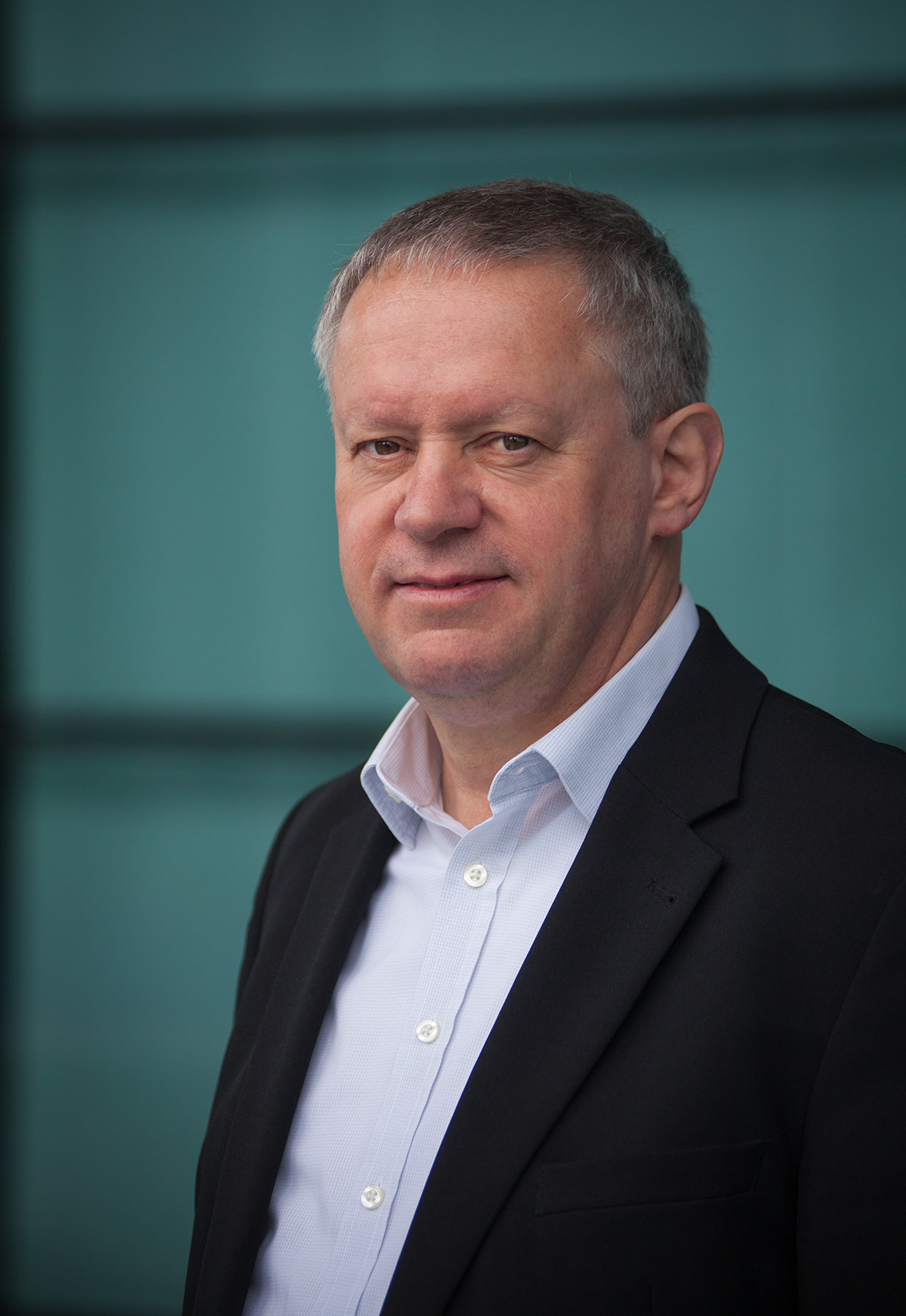
Pierre-Alain Fridez (2019)

Pierre-Alain Fridez (* 20. November 1957 in Moutier; heimatberechtigt in Grandfontaine) ist ein Schweizer Politiker (SP).

## Biografie
Fridez wurde 1957 in Moutier geboren und besuchte die Primar- und die Realschule in Courrendlin.
1976 erlangte er die Maturität am Gymnasium Porrentruy. Danach studierte er Medizin an der Universität Lausanne. Er schloss zudem erfolgreich die Ausbildung zum Allgemeinmediziner FMH und zum Komplementärmediziner (Homöopathie und Mesotherapie) ab.
Pierre-Alain Fridez ist verheiratet und Vater von vier Kindern. Er lebt in Fontenais und betreibt dort eine Arztpraxis. In der Schweizer Armee war er Soldat.

## Politik
1977 war Fridez eines der Gründungsmitglieder der im Jura tätigen sozialistischen Partei Combat socialiste. Damals war er auch in einem Komitee zur Verteidigung politischer Gefangener in Chile aktiv. 1996 trat er der SP bei.
Von 1997 bis 2008 war Fridez Gemeindepräsident von Fontenais. Zusätzlich war er von 1999 bis 2006 sowie von Januar bis November 2011 Abgeordneter im Parlament des Kantons Jura. In diesem gehörte er der Verwaltungs- und Finanzkommission an. Danach war er von 2010 bis 2011 Vizepräsident der SP des Kantons Jura.
Seit dem 5. Dezember 2011 ist Fridez im Nationalrat und hat dort Einsitz in der Sicherheitspolitischen Kommission. Ebenso ist er in der Delegation bei der parlamentarischen Versammlung des nordatlantischen Verteidigungsbündnisses (NATO) vertreten und Mitglied der Schweizer Delegation bei der parlamentarischen Versammlung des Europarates, sowie als Stellvertreter in der Delegation bei der parlamentarischen Versammlung der Frankophonie.
Am 28. Juni 2025 wurde er zum Präsidenten der Mouvement autonomiste jurassien (MAJ) gewählt.